# Nivisacris zhongdianensis
Nivisacris zhongdianensis är en insektsart som beskrevs av Liu, Jupeng 1984. Nivisacris zhongdianensis ingår i släktet Nivisacris och familjen gräshoppor. Inga underarter finns listade i Catalogue of Life.